# El profeta
El profeta o Gran Profeta és una escultura de bronze de Pau Gargallo de 1933. La figura representa un orador, recobert amb pell, cridant amb el braç alçat mentre subjecta un bastó amb actitud amenaçadora.

## Descripció
Es tracta d'una escultura de 2,35 metres amb grans buits acotats per elements corbats a partir del qual es configura el volum, i donen una gran força expressiva a l'obra, és per això que es conclou que mostra una estètica cubista a través d'un llenguatge expressionista.
L'estètica cubista s'aprecia en la multiplicitat de punts de vista d'un mateix espai, per exemple en el rostre on es troben interrelacionats diferents plans. Aquest fet aporta dinamisme a l'escultura. Una tret característic d'aquesta obra i de l'autor és la inversió del concepte volum; en els espais on hi hauria d'anar volum hi ha un buit, tal com s'aprecia a la galta. El virtuosisme tècnic de l'escultor aragonès es reconeix en el joc de corbes de les làmines, que creen espais còncaus i convexos per on penetra la llum, el que Pau Gargallo anomenava volum virtual.
El tema de l'obra ha estat motiu de discussió, ja que molts emmarquen la imatge del profeta en un context religiós, concretament en Joan Baptista. Ara bé, altres creuen que aquesta al·legoria a la força de la paraula pot fer referència al agitadors de masses dels anys 30. No obstant, pensada per ser exposada, l'escultura permet a Gargallo innovar les possibilitats artístiques i crear un diàleg entre el buit i el ple.
Aquesta peça correspon a la fosa de l'original en guix conservada en el taller que tenia l'autor a París, és la numerada com 1/3 de les proves d'artista que existeixen. Va ser adquirida per la Diputació Provincial de Saragossa l'any 1973 i cedida per a la seva exposició al Museu Gargallo. S'hi troben les inscripcions amb la signatura «P. Gargallo», «Ep. d'Artiste nº. 1 [/3]» i «Georges Rudier / Fondeur. Paris».

## Nombre de còpies
Existeixen diverses còpies d'aquesta obra en bronze:
- 1 còpia fora de comerç, realitzada a la cera perduda.

Realitzades en bronze a l'arena: 
- 1/7 Centre Georges Pompidou (Musée national d'art moderne de París.
- 2/7 Museu de Belles Arts de Bilbao.
- 3/7 Middelheimpark Museum d'Anvers.
- 4/7 Museu d'Art de Baltimore de Baltimore.
- 5/7 Hirhhorn Museum de Washington DC.
- 6/7 Museu Calouste Gulbenkian, Lisboa.
- 7/7 Museu Nacional Centro de Arte Reina Sofia, Madrid.

Proves d'artista: 
- 1/3 Museu Pablo Gargallo, Saragossa (Cedida per la Diputació Provincial de Saragossa).
- 2/3 Museu d'Art Contemporani, Caracas.
- 3/3 Hakone Open Air Museum, Hakone.